# Selscheid (Duitsland)

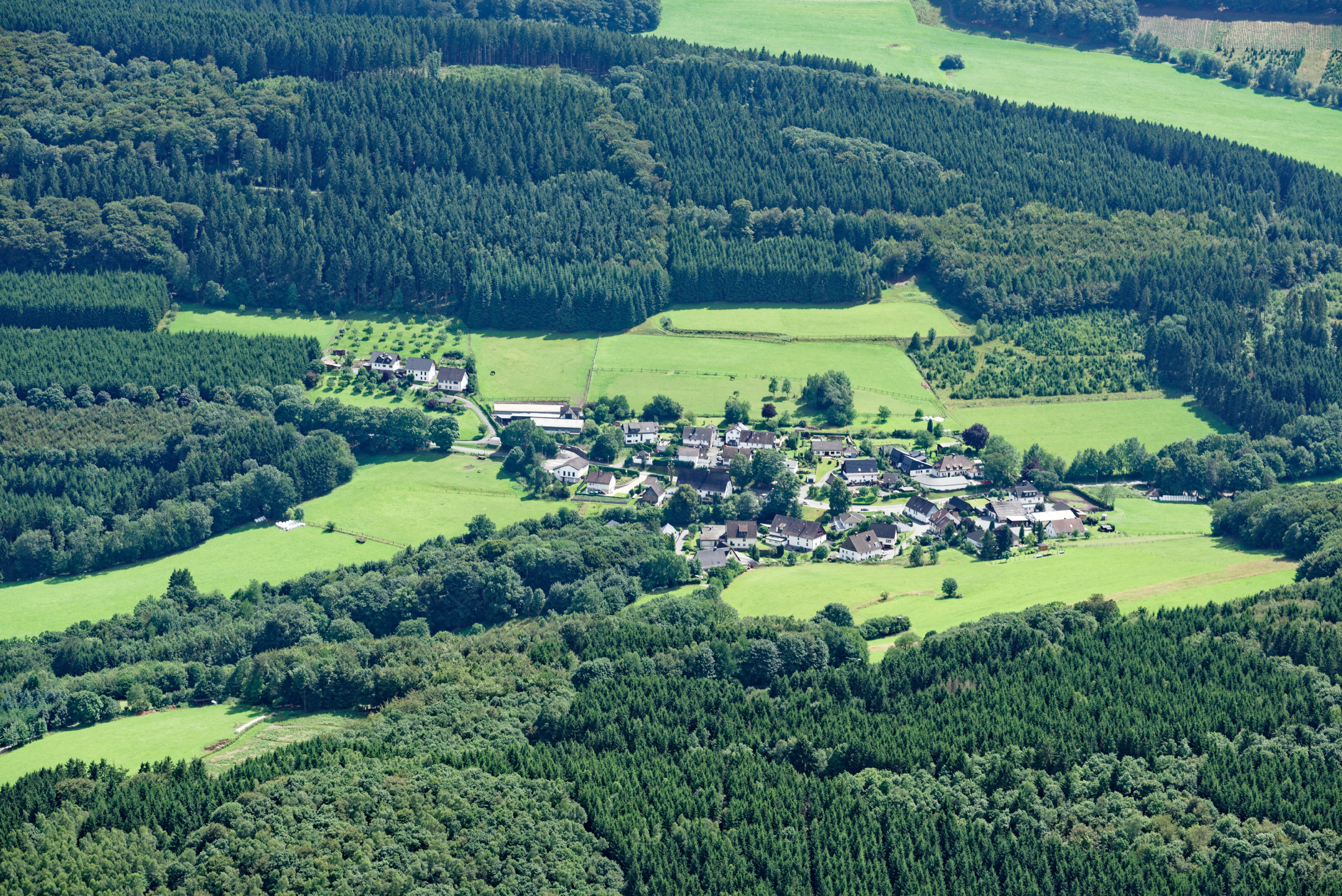
Luchtfoto van Selscheid

Selscheid is een plaats in de Duitse gemeente Plettenberg, deelstaat Noordrijn-Westfalen, en telt 179 inwoners (2007).